# Rick Nielsen
Rick Nielsen, född 22 december 1948 i Elmhurst i Illinois, är en amerikansk gitarrist, sångare och låtskrivare. Han är medlem i rockgruppen Cheap Trick som han bildade 1973 tillsammans med trumslagaren Bun E. Carlos. På gruppens skivomslag sågs oftast Nielsen och Carlos tillsammans på dess baksida, där de med sin lite nördiga framtoning kontrasterades mot gruppens övriga två medlemmar Robin Zander och Tom Peterssons rockstjärnemaner på framsidan.
Nielsen använder ett flertal specialtillverkade gitarrer av märket Hamer. På scen är han även känd för sitt udda klädval.

## Diskografi

### Med Fuse
Album
- Fuse (1970)[6]

### Med Cheap Trick
Studioalbum
- Cheap Trick (1977)
- In Color (1977)
- Heaven Tonight (1978)
- Dream Police (1979)
- All Shook Up (1980)
- One on One (1982)
- Next Position Please (1983)
- Standing on the Edge (1985)
- The Doctor (1986)
- Lap of Luxury (1988)
- Busted (1990)
- Woke Up with a Monster (1994)
- Cheap Trick (1997)
- Special One (2003)
- Rockford (2006)
- The Latest (2009)
- Bang, Zoom, Crazy... Hello (2016)
- We're All Alright! (2017)
- Christmas Christmas (2017)
- In Another World (2021)

### Med Buck Satan and the 666 Shooters
Studioalbum
- Bikers Welcome Ladies Drink Free (2011)[7]